# USS Recruit (AM-285)
USS Recruit (AM-285) – trałowiec typu Admirable służący w United States Navy w czasie II wojny światowej. Służył na Pacyfiku.
Stępkę okrętu położono 24 maja 1943 w stoczni General Engineering & Dry Dock Co. w Alameda. Zwodowano go 11 grudnia 1943, matką chrzestną była Kathleen Merrit Jackson. Jednostka weszła do służby 8 listopada 1944, pierwszym dowódcą został Lt. Comdr. Chester A. Bowes.
Brał udział w działaniach II wojny światowej. Skreślony z listy w 1962.

## Odznaczenia
"Recruit" otrzymał 3 battle star za służbę w czasie II wojny światowej.